# إيلا زيلر
إيلا زيلر (بالرومانية: Ella Zeller)‏ هي لاعبة تنس الطاولة رومانية، ولدت في 26 نوفمبر 1933 في مولدوفا نوا في رومانيا.